# Kagura de Hayachine
El Kagura de Hayachine (早池峰神楽?) es un kagura constituido por una serie de doce danzas rituales realizadas cada 1 de agosto en el santuario de Hayachine en la ciudad de Hanamaki, prefectura de Iwate, Japón.
Estas danzas teatrales ejecutadas por bailarines enmascarados al son de tambores, címbalos y flautas, se realizan en honor de Seoritsu, deidad tutelar del Monte Hayachine y venerada en su santuario. El advenimiento de la deidad Seoritsu ( 瀬織津?), narrada en la leyenda de las tres hermanas, está en concordancia con las historias propagadas por vía ascética en los lugares donde la montaña es sagrada (reizan) en Japón, como es el caso del monte Hayachine.
Las seis primeras danzas son rituales, la danza de los pájaros Torimai  (鳥舞?), la danza del viejo Okina (翁?), la del tercer viejo Sanbasō (三番叟?), las del dios de la guerra Hachiman ( 八幡?), las del dios de la montaña Yama no kami (山の神?) y la de la apertura de la caverna rocosa Iwato biraki ( 岩戸開?). Las siguientes cinco cuentan leyendas del Japón medieval y sus deidades y la danza final es realizada por un bailarín representando a un shishi, criatura fantástica parecida a un león, que sería la personificación del dios de la montaña de Hayachine.
Esta tradición se remonta al siglo XIV o XV y fue influenciada por las prácticas de los kagura de los yamabushi, los ascetas budistas retirados en las montañas. Los estudiosos cuestionan su relación con la historia del teatro Nō.
La Unesco inscribió el kagura de Hayachine en la Lista representativa del patrimonio cultural inmaterial de la humanidad en 2009. 
Aunque originalmente estas danzas las ejecutaban solamente los religiosos del santuario sintoísta como ritual de purificación y en honor de la divinidad de la montaña, actualmente lo suelen representar especialistas laicos como expresión cultural de la comunidad. Las danzas también se practican en otras épocas del año y en otros lugares diferentes al santuario de Hayachine, pero rara vez se representan con el ciclo completo, que dura aproximadamente cinco horas. Actualmente pueden encontrarse actuaciones de kagura de Hayachine en toda la prefectura de Iwate, e incluso, compañías han saltado al extranjero para hacer representaciones de esta disciplina.